# Ölands runinskrifter 9
Ölands runinskrifter 9 är en numera försvunnen vikingatida runsten som tidigare fanns i Kastlösa kyrka, Kastlösa socken och Mörbylånga kommun på Öland. På 1600-talet ska en del ha använts som bro över en bäck väster om kyrkan, men enligt bokverket Bautil (publicerat 1750) fanns den då i sin helhet i Kastlösa kyrka, och från detta verk är den enda bevarade avbildningen. Stenen har antagligen försvunnit redan före 1825.

## Inskriften
Translitterering av runraden:
[askutr : raisti : stain : þina : iftʀ : suin : faþur : sina : kuþ : ialbi : ant : hans : a͡uk : kus muþiʀ]
Normalisering till runsvenska:
Asgautr ræisti stæin þenna æftiR Svæin, faður sinn. Guð hialpi and hans ok Guðs moðiR.
Översättning till nusvenska:
Åsgot reste sten denna efter Sven, sin fader. Gud och Guds moder hjälpe hans ande.

## Anmärkning
1. ↑  1825 utkommer Abraham Ahlqvists: Ölands historia, bd 2, där runstenen skall vara rapporterad försvunnen[2]